# Aan de Bergen
Aan de Bergen is een buurtschap in de gemeente Leudal, in de Nederlandse provincie Limburg. Tot 2007 viel deze buurtschap onder de gemeente Heythuysen. 
De  buurtschap dankt haar naam vermoedelijk aan het nabijgelegen natuurreservaat Leveroyse Bergen. Volgens een andere verklaring ontleent deze buurtschap haar naam aan de bergen of bergjes klei die er vroeger te zien waren bij de toenmalige steenfabriekjes nabij de beken. 
Aan de Bergen is gelegen op ongeveer twee kilometer ten noordwesten van de kern Heythuysen. De buurtschap is een overwegend agrarische gemeenschap en bestaat uit circa dertig boerderijen en woonhuizen die verspreid liggen in een bosrijk gebied dat begrensd wordt door de buurtschap Heide in het noorden, de Asbroekerheide in het oosten, de Leveroyse Beek in het zuiden en de Leveroyse Bergen in het oosten. Qua adressering valt de buurtschap volledig onder de woonplaats Heythuysen.
Dorpen: Baexem · Buggenum · Ell · Grathem · Haelen · Haler · Heibloem · Heythuysen · Horn · Hunsel · Ittervoort · Kelpen-Oler · Neer · Neeritter · Nunhem · Roggel

Buurtschappen: Aan de Bergen · Aan het Broek · Achter het Klooster · Asbroek · Beekkant · Berik · Blenkert · Brumholt · Caluna · Castert · De Horck · Dries · Eiland · Eind · Ellerhei · Gendijk · Geneijgen · Gerhegge · Haelense Broek · Hanssum · Heiakker · Heide (Heythuysen) · Heide (Roggel) · Heioord · Heugde · Hoek · Hollander · Hoogschans · Hoogstraat · De Horck · Kappert · Karreveld · Keizerbos · Kinkhoven · Laak · Maxet · Mortel · Nijken · Op de Bos · Ophoven · Overhaelen · Roligt · Santfort (deels) · Schaapsbrug · Schans (Ell) · Schans (Roggel) · Schillersheide · Smidstraat · Strubben · Uffelse · Venne · Vestjenshoek · Vlaas · Waije

Voormalige gemeenten: Haelen · Heythuysen · Hunsel · Roggel en Neer

Limburg: Steden en dorpen      Nederland: Provincies · Gemeenten